# African Journal of Urology
African Journal of Urology es una revista médica trimestral de urología revisada por pares . Es el diario oficial de la Asociación Panafricana de Cirujanos Urológicos y Elsevier lo publica en su nombre . También está disponible en línea en African Journals OnLine. Los artículos se publican en inglés y francés y se resumen e indexan en Scopus y African Index Medicus.

## Métricas de revista
2022
- Web of Science Group : N/D
- Índice h de Google Scholar: 13
- Scopus: 0,3